# ایچالکارانجی
ایچالکارانجی

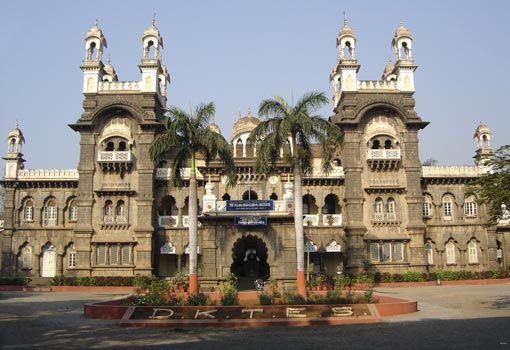
قصر ایچالکارانجی

شهر ایچالکارانجی (به انگلیسی: Ichalkaranji) با جمعیت ۲۹۰٫۹۲۳ نفر در ایالت مهاراشترا در کشور هند واقع شده‌است.